# Tibor Melczer
Tibor Melczer (Békéscsaba, 5 maggio 1879 – Budapest, 2 luglio 1936) è stato un ingegnere austro-ungarico, progettista di aerei civili e militari dell'azienda aeronautica Ungarische Lloyd Flugzeug- und Motorenfabrik.

## Biografia

### Studi
Tibor Melczer nasce il 5 maggio 1879 a Békéscsaba, una piccola cittadina parte delle Terre della Corona di Santo Stefano o (Transleithania), ed allora afflitta dalla crescente disoccupazione. Dopo i primi studi si avvicina all'approfondimento di ciò che concerne la tecnologia e si trasferisce a Vienna per frequentare la locale Università tecnica dove rimarrà fino al termine del XIX secolo. In seguito si trasferisce all'Università tecnica di Budapest dove nel 1900 riesce ad ottenere la laurea in ingegneria meccanica.
Al termine degli studi viene contattato dall'università viennese che gli offre un posto da docente, tuttavia preferisce accettare quello propostogli dall'Università tecnica di Budapest dove divenne prima assistente assistente di Adolf Czakó e Donát Bánki per poi diventare professore aggiunto.
Dopo il matrimonio decide di trasferirsi a Fischamend dove la k.u.k. Militär-Aeronautischen Anstalt sta allestendo un campo di volo ed una stazione per dirigibili. È di questo periodo il suo avvicinamento all'aviazione e l'apprendimento delle basi dell'ingegneria aeronautica che approfondì seguendo con interesse le prime sperimentazioni dei pionieri dell'aviazione ungherese, tra le quali quella sulla stabilità aerodinamica ad opera di Donát Bánki.

### Attività
L'interesse sempre più marcato verso il mondo dell'aviazione convinse la Ungarische Lloyd Automobil- und Motorenfabrik AG, azienda fondata ad Aszód nel 1913, ad abbandonare il settore automobilistico, considerato poco redditizio, per tentare migliore fortuna sul mercato degli aerei da turismo sportivo. Con la nuova ragione sociale Ungarische Lloyd Flugzeug- und Motorenfabrik, assunta dal 1914, propose a Tibor Melczer di diventare responsabile dell'ufficio tecnico, avendo il compito di supervisionare la produzione di modelli su licenza, in particolare dalla Deutsche Flugzeugwerke GmbH (DFW) con il modello MD 14 in seguito meglio conosciuto come DFW B.I in base alle convenzioni dell'ispettorato militare austro-ungarico Idflieg.
Con lo scoppio della prima guerra mondiale e l'avvento e la necessaria evoluzione dei mezzi che supportavano la guerra aerea nell'allora Impero austro-ungarico, Tibor Melczer iniziò a rielaborare i progetti originali forniti dalle aziende dell'alleato Impero tedesco dai quali estrapolò delle varianti sempre più evolute che vennero identificate con il marchio Lloyd.
Melczer mantenne l'incarico di capo ingegnere fino al 1922, alla chiusura dell'azienda, conseguenza della ratifica del Trattato del Trianon sottoscritto il 4 giugno 1920 dove al ricostituito Regno d'Ungheria venne proibito di possedere un'aeronautica militare, analogamente a quanto accaduto nella Repubblica di Weimar nello stesso periodo.
In seguito riprese l'insegnamento accademico come professore aggiunto collaborando come consulente alla progettazione di velivoli civili nel periodo interbellico.

## Modelli progettati
- Lloyd C.I
- Lloyd C.II
- Lloyd C.III
- Lloyd C.IV

## Dediche e riconoscimenti
Nel 2002 la Magyar Posta gli dedicò il francobollo da 190 HUF della serie "storia dell'aviazione ungherese".